# Diagonal Mar i el Front Marítim del Poblenou
Diagonal Mar i el Front Marítim del Poblenou és un barri del districte de Sant Martí de Barcelona, situat entre els barris del Besòs i el Maresme i el Poblenou. Es troba limitat entre l'avinguda Diagonal, la rambla de Prim i els carrers de Pallars, de Puigcerdà, Bac de Roda, Taulat, Lope de Vega i el mar, amb les platges de la Mar Bella, la Nova Mar Bella i els banys del Fòrum. Es pot dividir en dues parts: l'antic barri de Diagonal Mar, comprès entre els carrers de Pallars, Puigcerdà i Llull, a més d'antigues cases per la resta de carrers, i el nou Diagonal Mar, centrat sobretot entre el carrer de Llull, el mar i el recinte del Fòrum.
Va néixer a la darreria dels anys 1960 i la primera meitat dels anys 1970 amb la construcció dels primers habitatges on abans hi havia camps de conreu i masies.
El 2004, arran de la celebració del Fòrum Universal de les Cultures, l'Ajuntament de Barcelona, conjuntament amb diverses immobiliàries, va donar un gir al barri, tot creant un centre comercial, un gran parc i diversos gratacels, alhora que es guanyà una gran zona per la ciutat, ja que s'estengué en els antics terrenys de l'anomenada MACOSA o Can Girona.
El parc Diagonal Mar és un dels més grans de Barcelona, i ocupa una extensió de 14 ha. Al barri hi ha diferents serveis, com el Centre de Convencions Internacional de Barcelona, així com hotels, edificis de residències, i el centre comercial de Diagonal Mar, un CAP i diferents centres educatius.
El barri es troba ben comunicat, ja que es troba al costat de la ronda Litoral i es comunica amb l'interior de la ciutat i de diverses autopistes a través de l'avinguda Diagonal. A més, disposa de dues estacions de metro de la L4 (Selva de Mar i Maresme - Fòrum) i d'estacions de la línia Trambesòs (Selva de Mar, Maresme, Fòrum). A més, hi circulen diverses línies d'autobús, que comuniquen el barri amb Barcelona i la resta de l'àrea metropolitana (7, 36, 41, etc.)

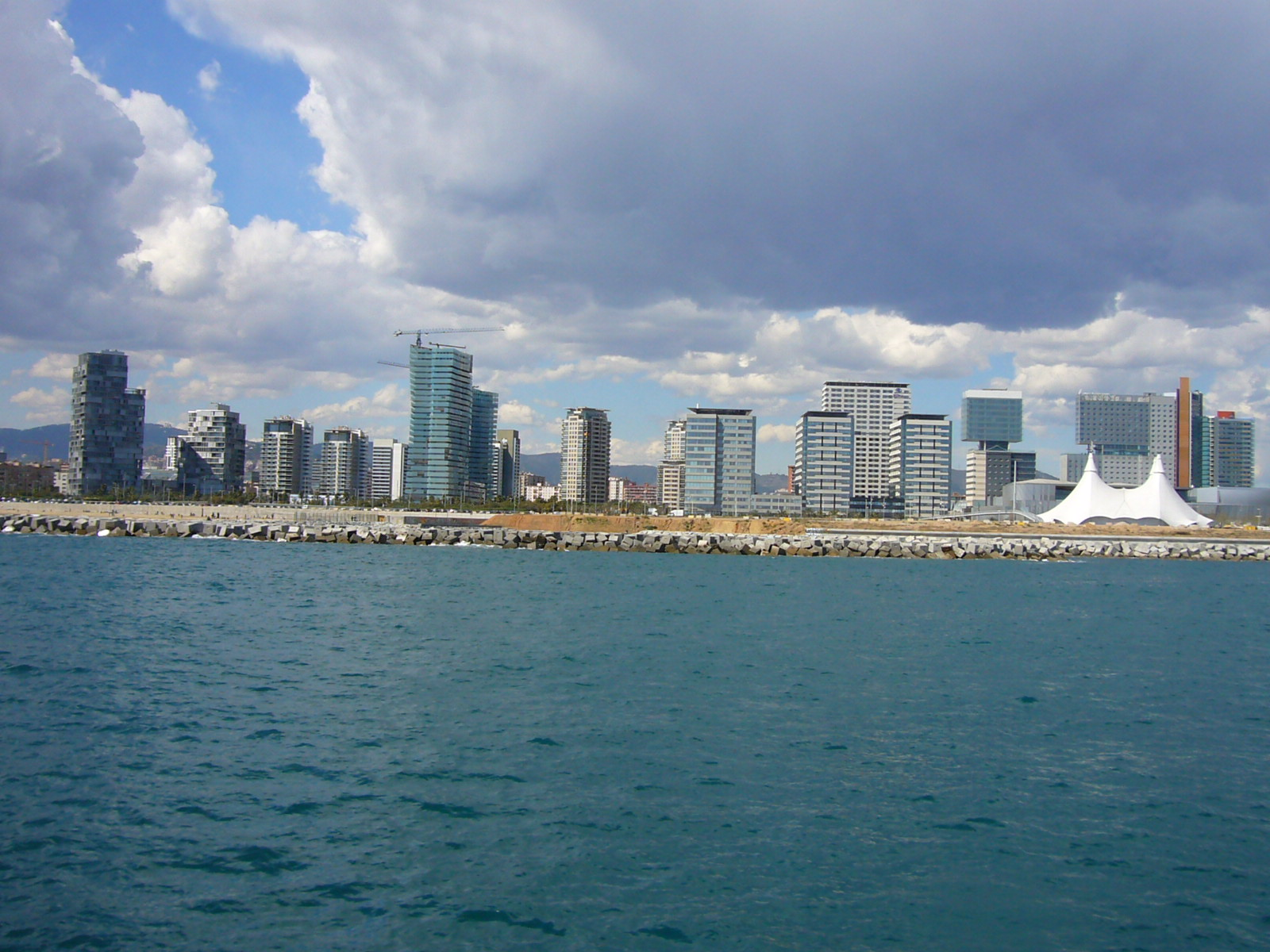
Diagonal Mar vist des del mar

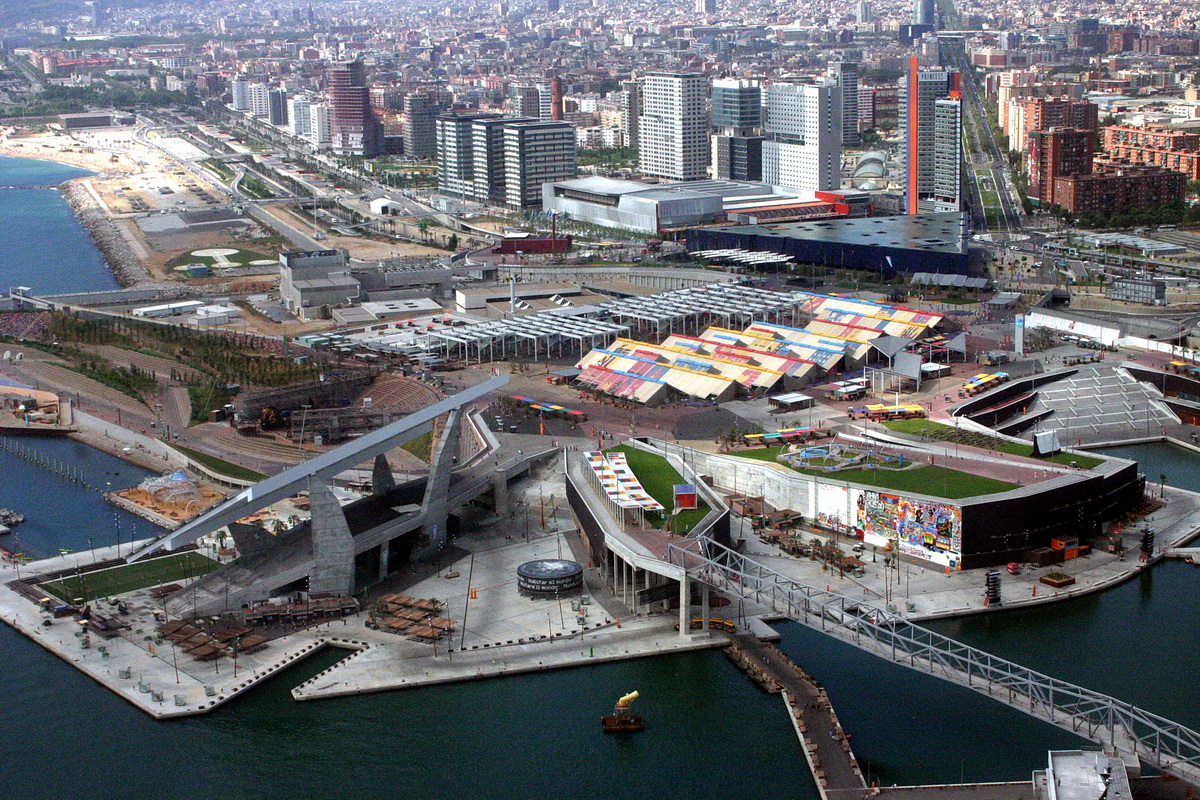
Vista aèria del Fòrum amb el Front Marítim del Poblenou i l'avinguda Diagonal al fons (2004)